# Topklasse (Cricket)
Die Topklasse (vorher Hoofdklasse) ist der höchste Wettbewerb im niederländischen Cricket. Bis 2016 spielte die Liga mit acht Mannschaften im Doppel-Rundenturnier, gefolgt von Abstiegs- und Meisterschaftsspielen. Ab 2017 wurde die Liga in ein einfaches Zehn-Team-Doppel-Rundenturnier umgewandelt.
Der dominierende Verein in Bezug auf die Ligatitel war der HCC (Hague Cricket Club). Der Verein mit Sitz in Den Haag wurde 1878 gegründet und gewann 1884 den ersten niederländischen Titel. Bis 2018 hat der Club 48 Titel der Spitzenklasse gewonnen, zuletzt 2008. Der Club war in den Jahren nach dem Ersten Weltkrieg so dominant im niederländischen Cricket, dass sein Zweiter XI in der ersten Liga spielen durfte und zwischen 1928 und 1935 fünfmal den Titel gewann – und 1926 den Titel mit dem HCC First XI teilte.

## Niederländische Landesmeister im Cricket
- 1884 – HCC
- 1885 – HCC
- 1886 – HCC
- 1887 – USV Hercules
- 1888 – HC & FV Olympia
- 1889 – GC & FC Olympia
- 1890 – Rood en Wit
- 1891 – Amstel’s C.C.
- 1892 – Rood en Wit
- 1893 – Rood en Wit
- 1894 – Rood en Wit
- 1895 – HCC
- 1896 – Amstel’s C.C.
- 1897 – Ajax (L)[1]
- 1898 – Rood en Wit
- 1899 – HCC
- 1900 – Rood en Wit
- 1901 – HCC
- 1902 – Rood en Wit
- 1903 – HCC
- 1904 – Volharding
- 1905 – Amstel’s C.C.
- 1906 – HCC
- 1907 – Rood en Wit
- 1908 – Volharding
- 1909 – Amstel’s C.C.
- 1910 – Rood en Wit
- 1911 – Rood en Wit
- 1912 – HCC
- 1913 – Rood en Wit
- 1914 – nicht ausgespielt
- 1915 – Rood en Wit
- 1916 – HCC
- 1917 – HCC
- 1918 – Prisoners of War A
- 1919 – HCC
- 1920 – HCC
- 1921 – HCC
- 1922 – HCC
- 1923 – HCC
- 1924 – V.R.A.
- 1925 – HCC
- 1926 – HCC I und HCC II
- 1927 – HCC
- 1928 – HCC II
- 1929 – HCC II
- 1930 – HCC II
- 1931 – HCC
- 1932 – HCC II & VOC
- 1933 – HCC
- 1934 – HCC
- 1935 – HCC II
- 1936 – HCC
- 1937 – V.R.A.
- 1938 – Hermes D.V.S.
- 1939 – P.W.
- 1940 – A.C.C. (Nord), HCC (Süd)
- 1941 – HCC
- 1942 – A.C.C.
- 1943 – A.C.C.
- 1944 – V.V.V.
- 1945 – kein Wettbewerb
- 1946 – Hermes D.V.S.
- 1947 – HCC
- 1948 – A.C.C.
- 1949 – A.C.C.
- 1950 – A.C.C.
- 1951 – A.C.C.
- 1952 – HCC II
- 1953 – A.C.C.
- 1954 – A.C.C.
- 1955 – HCC II
- 1956 – HCC<
- 1957 – HCC
- 1958 – HCC
- 1959 – HCC
- 1960 – HCC
- 1961 – HCC II
- 1962 – Rood en Wit
- 1963 – HCC
- 1964 – HCC
- 1965 – Quick (H) & VOC
- 1966 – HCC
- 1967 – HCC
- 1968 – HCC
- 1969 – H.B.S. & Rood en Wit
- 1970 – Quick (H)
- 1971 – Rood en Wit
- 1972 – HCC
- 1973 – HCC II
- 1974 – VOC
- 1975 – VOC
- 1976 – HCC
- 1977 – VOC
- 1978 – H.B.S.
- 1979 – H.B.S.<
- 1980 – H.B.S.
- 1981 – VRA
- 1982 – VOC
- 1983 – VOC
- 1984 – VOC
- 1985 – HCC
- 1986 – H.V. & C.V. Quick (H)
- 1987 – VOC
- 1988 – Kampong
- 1989 – Kampong
- 1990 – Kon. UD
- 1991 – Excelsior ’20
- 1992 – Kampong
- 1993 – Excelsior ’20
- 1994 – VOC
- 1995 – Excelsior ’20
- 1996 – Excelsior ’20
- 1997 – Excelsior ’20
- 1998 – VRA
- 1999 – VRA
- 2000 – Excelsior ’20
- 2001 – VRA
- 2002 – VCC
- 2003 – VRA
- 2004 – Excelsior ’20
- 2005 – VRA
- 2006 – VRA
- 2007 – VRA
- 2008 – HCC
- 2009 – Excelsior ’20
- 2010 – VRA
- 2011 – VRA
- 2012 – Excelsior ’20
- 2013 – H.V. & C.V. Quick
- 2014 – H.V. & C.V. Quick
- 2015 – Dosti United CC
- 2016 – Excelsior ’20
- 2017 – Excelsior ’20[2]
- 2018 – VOC
- 2019 – Excelsior ’20